# S/S Kalle Tihveräinen
S/S Kalle Tihveräinen är ett finländskt ångfartyg, som byggdes 1916 av Haapaniemen telakka i Kuopio som timmerbogserare (knippningsångare) och fraktfartyg.